# ثلاثي الهيكسيفينيديل
ثلاثي الهيكسيفينيديل (بالإنجليزية: Trihexyphenidyl)‏ هو دواء يُستعمل في علاج:
- مرض باركنسون (منذ 12 مايو 1949).[9]
- أعراض (تيبّس، رعاش، تشنج، ضعف التحكم في العضلات)

## دوره
يلعب هذا الدواء دورًا في علاج الأمراض كونه:
- مضاد مسكاريني

## الأعراض الجانبية
- جفاف الفم.
- إضطراب الرؤية.
- احتباس البول.
- إمساك.

نادرة:
- إلتهاب نسيج دعم الأسنان، ثانوي لجفاف الفم.

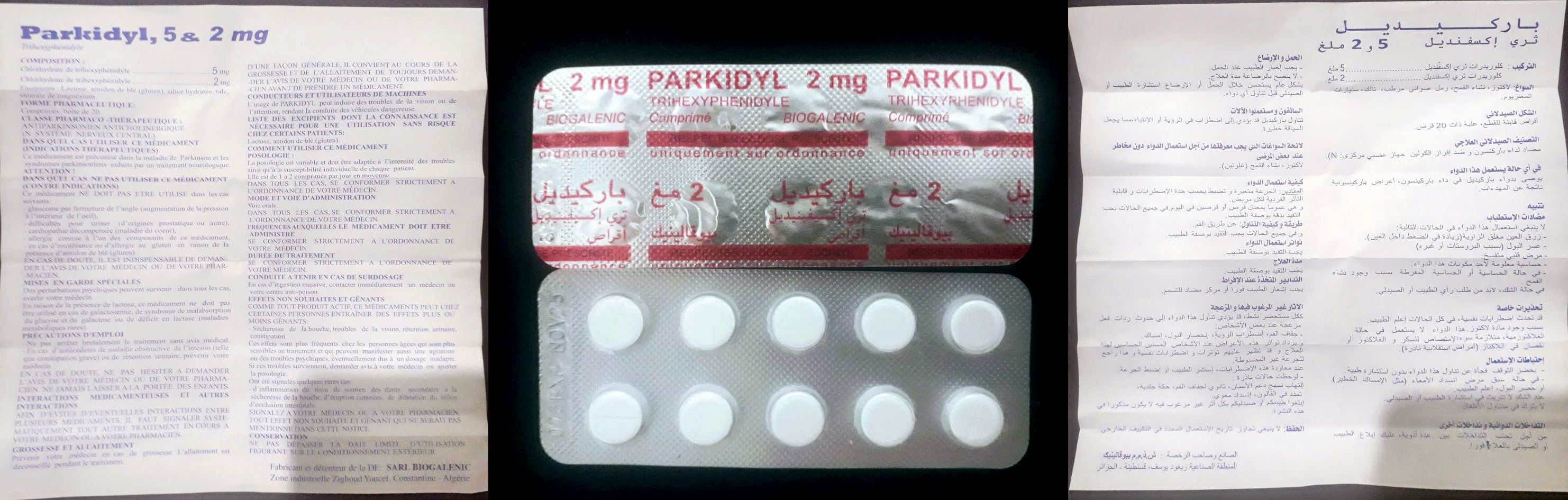
أقراص ثلاثي الهيكسيفينيديل 2 مغ.

- حكة جلدية.
- تمدد في القولون.
- انسداد معوي.